# Munir Said Thalib
Munir Said Thalib (Malang, Indonesië, 8 december 1965 – Amsterdam, 7 september 2004), meestal eenvoudigweg 'Munir' genoemd, was Indonesiës bekendste mensenrechtenactivist. Hij was oprichter van de mensenrechtenorganisaties Kontras (1998) en Imparsial (2001) en ontving in 2000 de Right Livelihood Award. Hij overleed op 7 september 2004 tijdens een vliegreis naar Nederland, waar hij de masterstudie rechten aan de Universiteit Utrecht zou gaan volgen.

## Korte biografie
Munir studeerde rechten aan de Brawijaya Universiteit in Malang (Oost-Java) en begon zijn loopbaan in 1989 als rechtshulpverlener in Soerabaja. Al snel werd Munir een van de meest vooraanstaande mensenrechtenactivisten van Indonesië, die regelmatig zelf te maken kreeg met intimidatie en doodsbedreigingen. Hij bekritiseerde in het bijzonder de betrokkenheid van het Indonesische leger bij mensenrechtenschendingen in Oost-Timor, Papoea, Atjeh en de Molukken. Hij beschuldigde het leger ook van het onderhouden van een crimineel netwerk dat zich bezighield met illegale houtkap en drugssmokkel. Munirs (islamitische) geloof speelde naar eigen zeggen een belangrijke rol bij zijn inzet voor de mensenrechten.
Munir werd op 7 september 2004 gedurende een vlucht met de Indonesische nationale vliegmaatschappij Garuda Indonesia van Jakarta naar Amsterdam vergiftigd met arseen. Onderzoek door het Nederlands Forensisch Instituut wees uit dat Munirs lichaam een driemaal dodelijke dosis arseen bevatte. Dit werd bekendgemaakt op 11 november 2004 en is later door de Indonesische autoriteiten bevestigd.

## Moord op Munir
Het autopsierapport is met enige vertraging aan de Indonesische autoriteiten doorgestuurd. Als reden werd opgegeven dat de eventuele dader de doodstraf zou kunnen krijgen en dat Nederland daar niet aan mee kan werken. Hierover is op 30 november 2004 een spoeddebat gehouden op verzoek van de Tweede Kamer-leden Karimi (GroenLinks) en Van Velzen (Socialistische Partij). Als vermoedelijke reden voor de late verzending noemt Nico Schulte Nordholt dat de ministers Donner van Justitie en Bot van Buitenlandse Zaken hebben gewacht tot president Susilo Bambang Yudhoyono geïnstalleerd was om er zeker van te zijn dat het rapport niet 'op mysterieuze wijze' zou verdwijnen. In september 2004 was Megawati Soekarnoputri nog president. Yudhoyono maakte zich tijdens de verkiezingscampagne onder andere sterk voor de mensenrechten en benoemde direct na zijn aantreden de oud-mensenrechtenadvocaat Abdul Rachman Saleh tot procureur-generaal.
Munir werd om het leven gebracht door een glas sinaasappelsap met arseen, dat hem tijdens de vlucht door de meereizende Garuda-piloot Pollycarpus Budihari Priyanto, die Munir aan een businessclass-stoel had geholpen, werd aangeboden. In december 2005 werd deze veroordeeld tot veertien jaar gevangenisstraf. De rechter hield uitdrukkelijk de mogelijkheid open om het onderzoek te heropenen wanneer nieuwe feiten aan het licht zouden komen. Munirs weduwe Suciwati dringt aan op verder onderzoek en veroordeling van het brein achter de moord.
Polycarpus handelde vermoedelijk in opdracht van oud-generaal en medewerker van de nationale veiligheidsdienst Muchdi, die als generaal-majoor van een speciale eenheid van het elitekorps Kopassus verantwoordelijk was voor het verdwijnen van studenten en mensenrechtenactivisten tijdens het verzet tegen president Soeharto en de daaropvolgende verkiezingscampagne in 1996-1998. Munir had de betrokkenheid van Kopassus bij die verdwijningen weten aan te tonen en als gevolg daarvan verloor Muchdi zijn baan bij Kopassus. Bovendien constateerde een onafhankelijke onderzoekscommissie dat een medewerker van de nationale veiligheidsdienst (naar alle waarschijnlijkheid Muhdi) 35 telefoongesprekken met Polycarpus had gevoerd.

## Documentaire
Op 8 september 2005, een jaar na het overlijden van Munir, werd door Ratrikala Bhre Aditya ter herdenking de documentaire Bunga Dibakar ("Verbrande bloemen") uitgebracht in het Goethe-instituut te Jakarta. Deze film vertelt over het leven van Munir. Hij wordt daarin afgebeeld als iemand met gevoel voor humor en als een liefhebbende echtgenoot en vader die veel aandacht schonk aan zijn vrouw en twee kinderen. In zijn jeugd was Munir een doodgewone jongen die met andere kinderen vocht en geen streber was op school.
Munir is in een tijdperk van democratie en openheid vermoord. Zijn hoop op een beter Indonesië begint zich te ontwikkelen. Dit ideaal wil de film uitdragen.
Verder bestaat een andere documentaire getiteld Garuda's Deadly Upgrade. Deze film is het resultaat geweest van de samenwerking tussen Dateline (SBS TV Australia) en Off Stream Productions.

## Hoger beroep
Op 25 januari 2008 werd Priyanto in hoger beroep tot twintig jaar gevangenisstraf veroordeeld, zonder de mogelijkheid nog verder in beroep te kunnen gaan. De Indonesische justitie meent dat de planning van deze moord bij hoge functionarissen in de Indonesische inlichtingendienst moet worden gezocht en zal het onderzoek in die richting voortzetten. Pollycarpus Priyanto werd in november 2014 vrijgelaten uit de gevangenis.